# مانوئل کنراد
مانوئل کنراد (انگلیسی: Manuel Konrad؛ زادهٔ ۱۴ آوریل ۱۹۸۸) بازیکن فوتبال اهل آلمان است.
از باشگاه‌هایی که در آن بازی کرده‌است می‌توان به باشگاه فوتبال اف‌اس‌وی فرانکفورت، باشگاه فوتبال دینامو درسدن، باشگاه فوتبال اوردینگن ۰۵، و باشگاه فوتبال فرایبورگ اشاره کرد.
وی همچنین در تیم‌های ملی فوتبال جوانان آلمان، و جوانان آلمان، بازی کرده‌است.